# Carnotita
La carnotita és un mineral radioactiu de la classe dels òxids. Va ser descoberta el 1899 per Charles Friedel i Édouard Cumengem, qui li van donar el del químic francès Marie Adolphe Carnot (1839-1920). Dona nom al grup de la carnotita, al qual també pertany.

## Característiques
És un vanadat de potassi i urani amb fórmula química K₂(UO₂)₂(VO₄)₂·3H₂O. El seu contingut en aigua pot variar i sovint presenta petites quantitats de calci, bari, magnesi, ferro i sodi. Sol trobar-se en masses cristal·lines o pulverulentes, en forma de diminuts grans, disseminats o com crostes. Els cristalls són aplanats, romboèdrics o en forma de llistons. Pot ser de color groc llimona o groc verdós brillant, fàcilment soluble en àcids.
Segons la classificació de Nickel-Strunz, la carnotita pertany a «04.HB - V[5+, 6+] Vanadats: uranil Sorovanadats» juntament amb els següents minerals: margaritasita, sengierita, curienita, francevillita, fritzscheïta, metavanuralita, vanuralita, metatyuyamunita, tyuyamunita, strelkinita, uvanita i rauvita.

## Formació i jaciments
És un mineral secundari que resulta de l'alteració de la uraninita, la montroseita, o la davidita. La carnotita és un mineral que es troba típicament en forma d'escorces o flocs en els gresos, normalment concentrada o dispersa en mines i jaciments d'urani i gres. Quantitats tan baixes com un 1% donaran a les areniscas un color groc brillant. Es troba normalment en roques sedimentàries en zones àrides. El seu alt contingut en urani fa a la carnotita una important mena d'urani, a més de radioactiva. Als territoris de parla catalana ha estat descrita a la mina Eureka, situada a la La Torre de Cabdella (Pallars Jussà).
Hi ha diversos minerals relacionats amb la carnotita: volborthita, vanoxita, uvanita, tangeita, rossita, rauvita, pintadoita, metatyuyamunita, metatorbernita, hewettita, guix, barita, margaritasita i tyuyamunita.

## Grup de la carnotita
El grup de la carnotita és una sèrie de minerals d'urani associats entre si química i estructuralment. La carnotita és membre més comú, i el que dona nom al grup. Els minerals d'aquest grup són vanadats hidratats d'uranil i un metal, generalment alcalí o alcalinoterri. La seva fórmula general és A (UO₂)₂(VO₄)₂·nH₂O, on n = 3 o 6 (amb algunes excepcions) i A és un metall. Hi ha una àmplia substitució d'ions metàl·lics, especialment entre metalls alcalins-alcalinoterris i viceversa.
A diferència dels fosfats i arsenats hidratats d'uranil, aquests compostos tendeixen a ser més estables. Gran part de l'aigua de les seves molècules és zeolítica, és a dir, al perdre-la parcialment no es produeix la destrucció de la molècula, a diferència dels minerals de grup de l'autunita, per exemple. No posseeixen productes de deshidratació a excepció de la tyuyamunita (que passa a metatyuyamunita). La majoria reaccionen a l'àcid clorhídric produint un anell marró. Cristal·litzen en els sistemes ortoròmbic i monoclínic. Com la gran majoria dels minerals amb ió urani, són de colors que van des de groc a verd groguenc, i verd quan contenen coure.